# Rheumaptera congoata
Rheumaptera congoata là một loài bướm đêm trong họ Geometridae.